# Diamond Hill (métro de Hong Kong)
Pour les articles homonymes, voir Diamond.
Diamond Hill (en chinois traditionnel : 鑽石山, en Jyutping : zyun3 sek6 saan1) est une station de correspondance des lignes Kwun Tong Line et Tuen Ma Line du Métro de Hong Kong. Elle est située au nord de Kowloon, dans le district Wong Tai Sin, à Hong Kong qui est une région administrative spéciale de la Chine.

## Situation sur le réseau

Plan du métro de Hong Kong.

La station Diamond Hill permet des correspondances entre les lignes : Kwun Tong Line et Tuen Ma Line. Sur la Kwun Tong Line elle est établie entre la station Whampoa, en direction du terminus ouest Whampoa, et la station Choi Hung, en direction du terminus est Tiu Keng Leng. Sur la Tuen Ma Line elle est établie entre la station Hin Keng, en direction du terminus Wu Kai Sha, et la station Kai Tak, en direction du terminusTuen Mun.
La station est constituée de deux stations : la station souterraine de la Kwun Tong Line, qui dispose d'un quai central, avec portes palières, encadré par les deux voies de la ligne ; et la station, souterraine, de la Tuen Ma Line, avec portes palières, encadré par les deux voies de la ligne.

## Services aux voyageurs

### Desserte

#### Station Kwun Tong Line

Installations et desserte
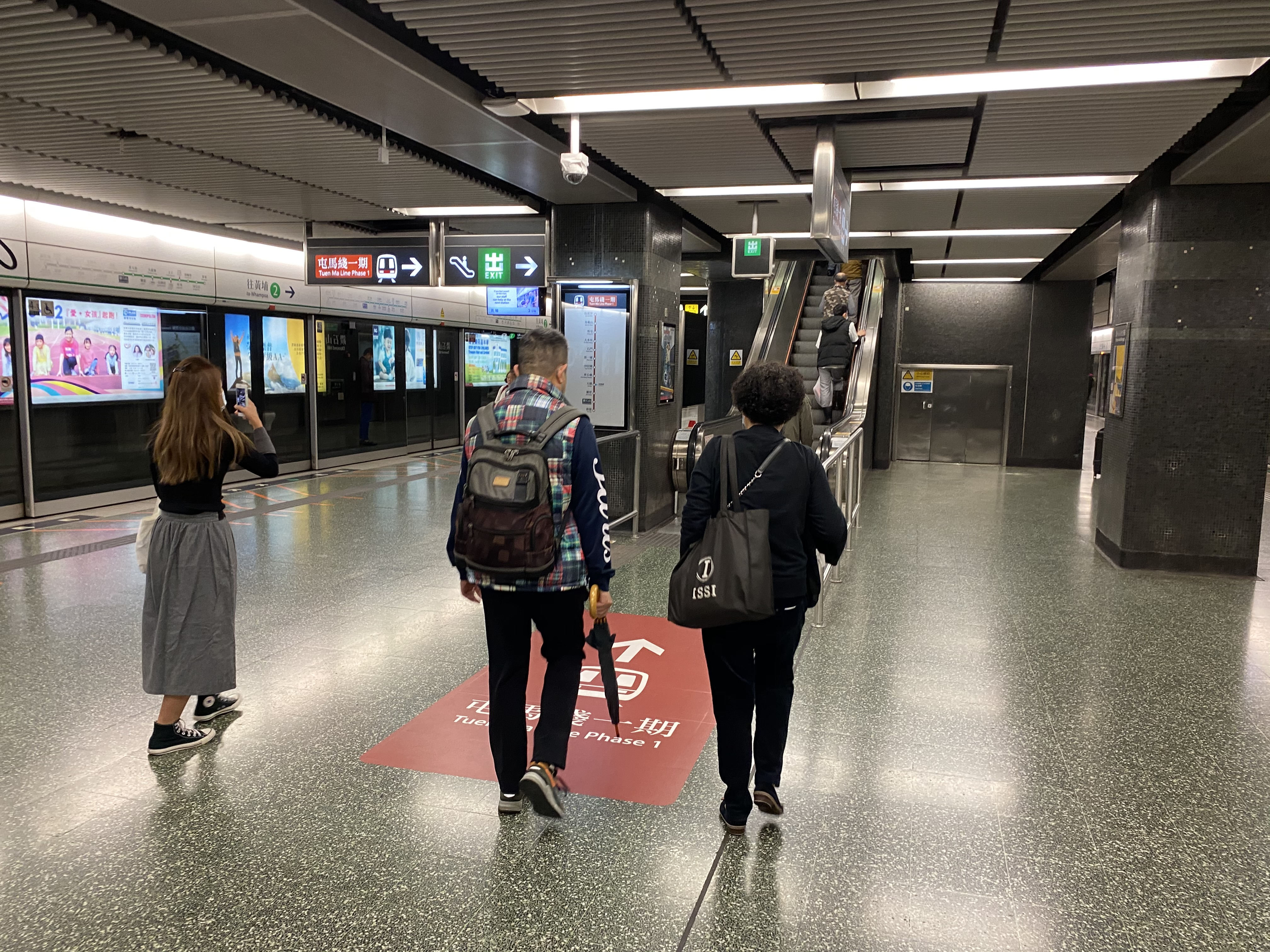
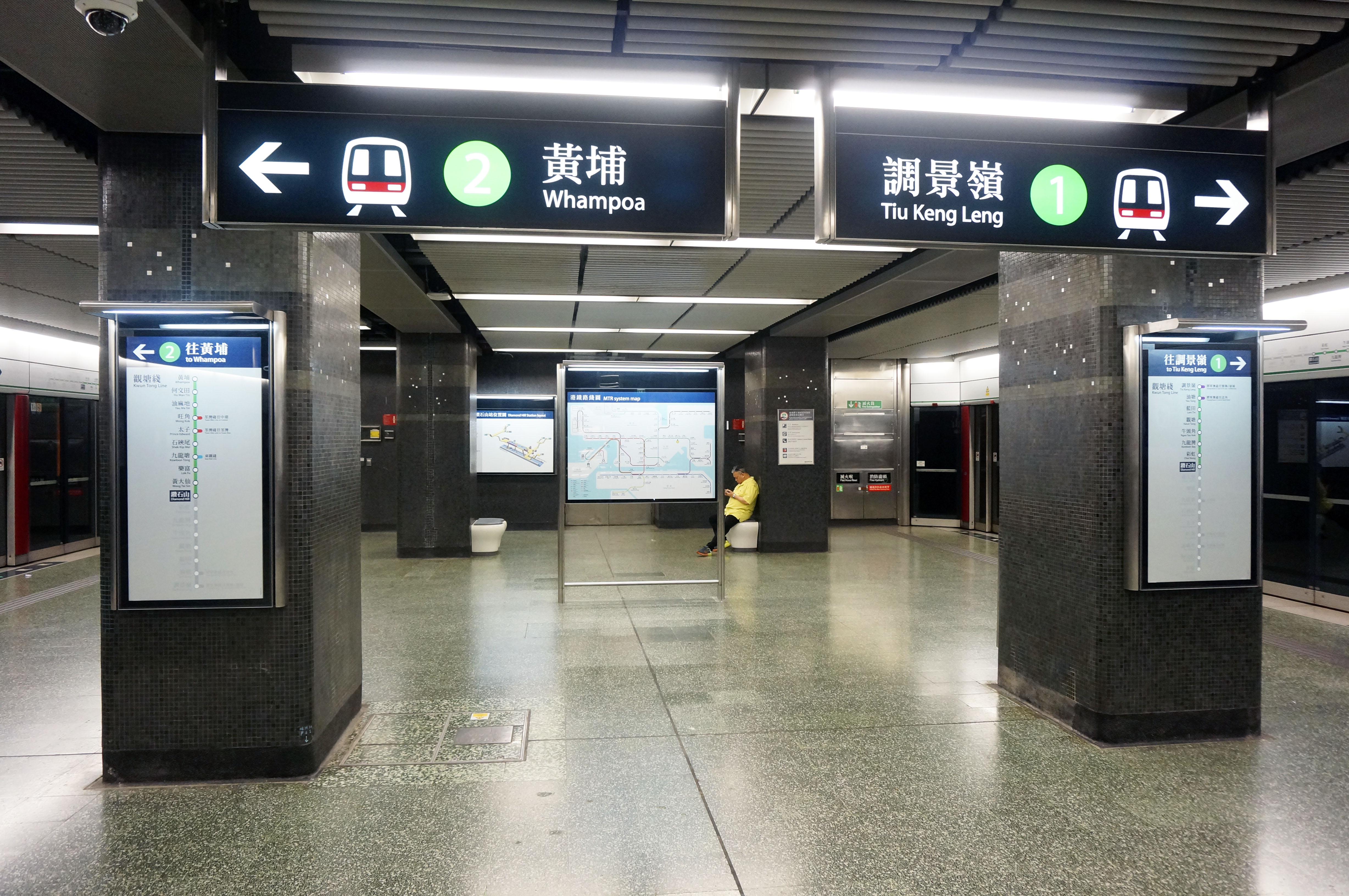
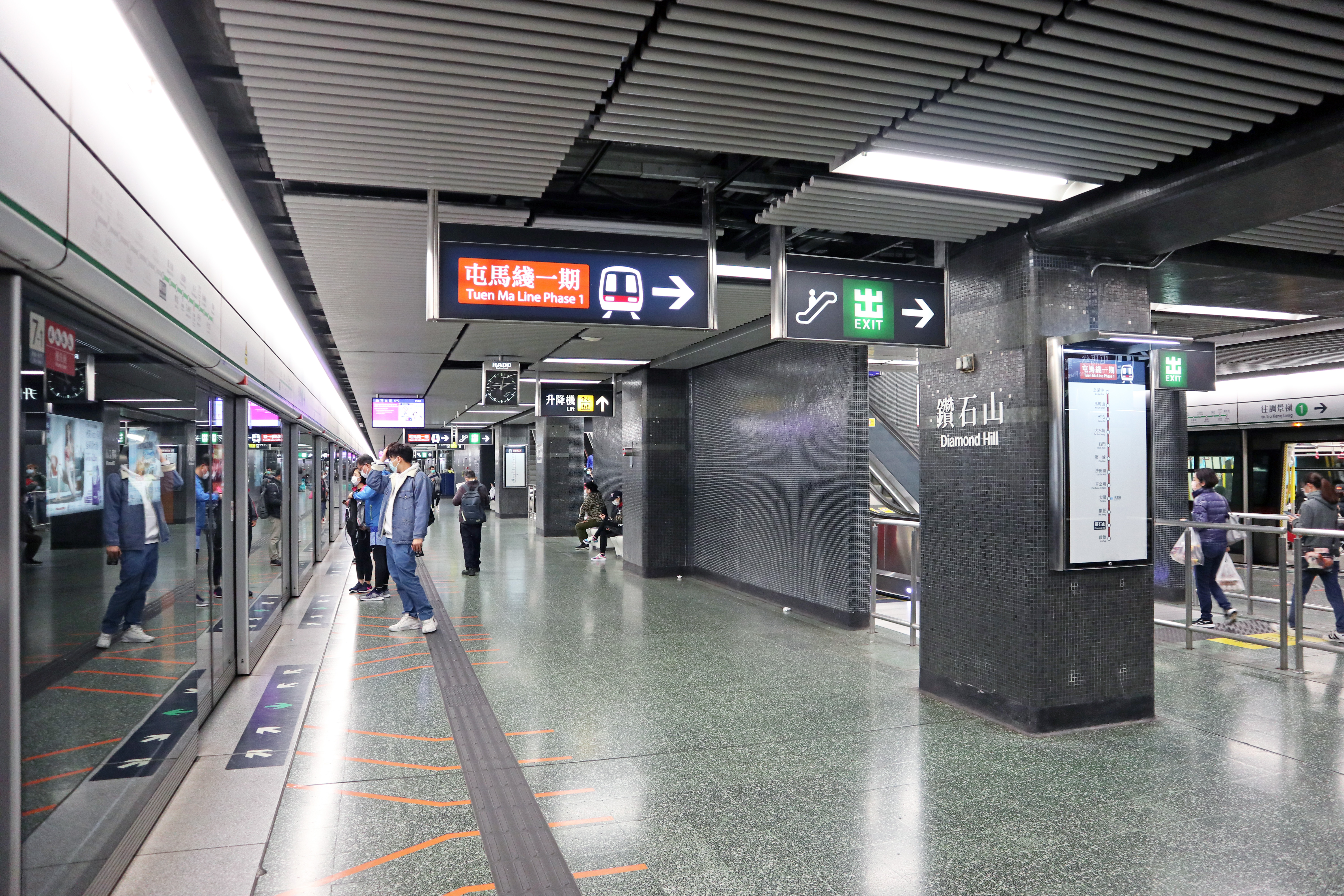

#### Station Tuen Ma Line

Installations et desserte
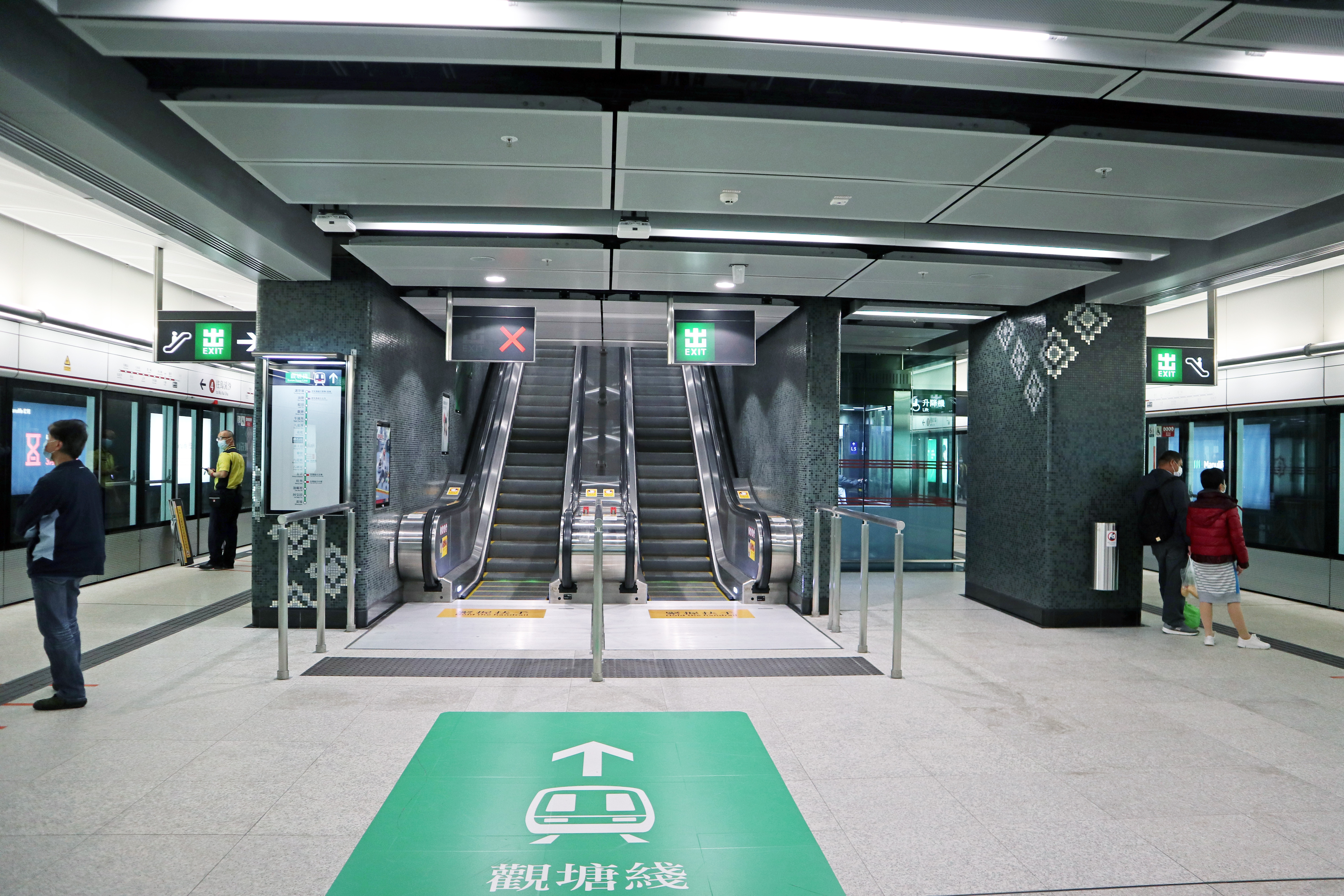
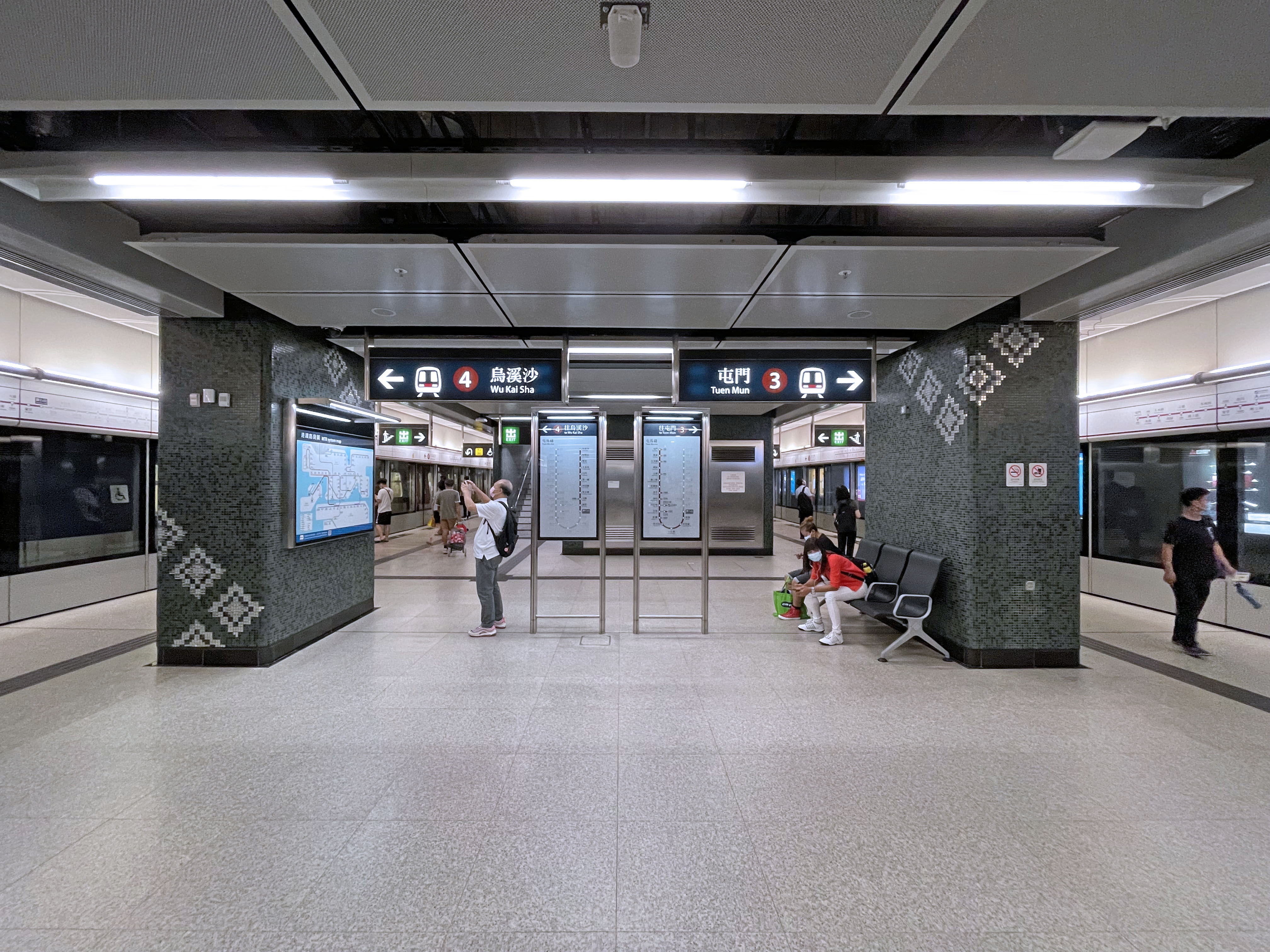
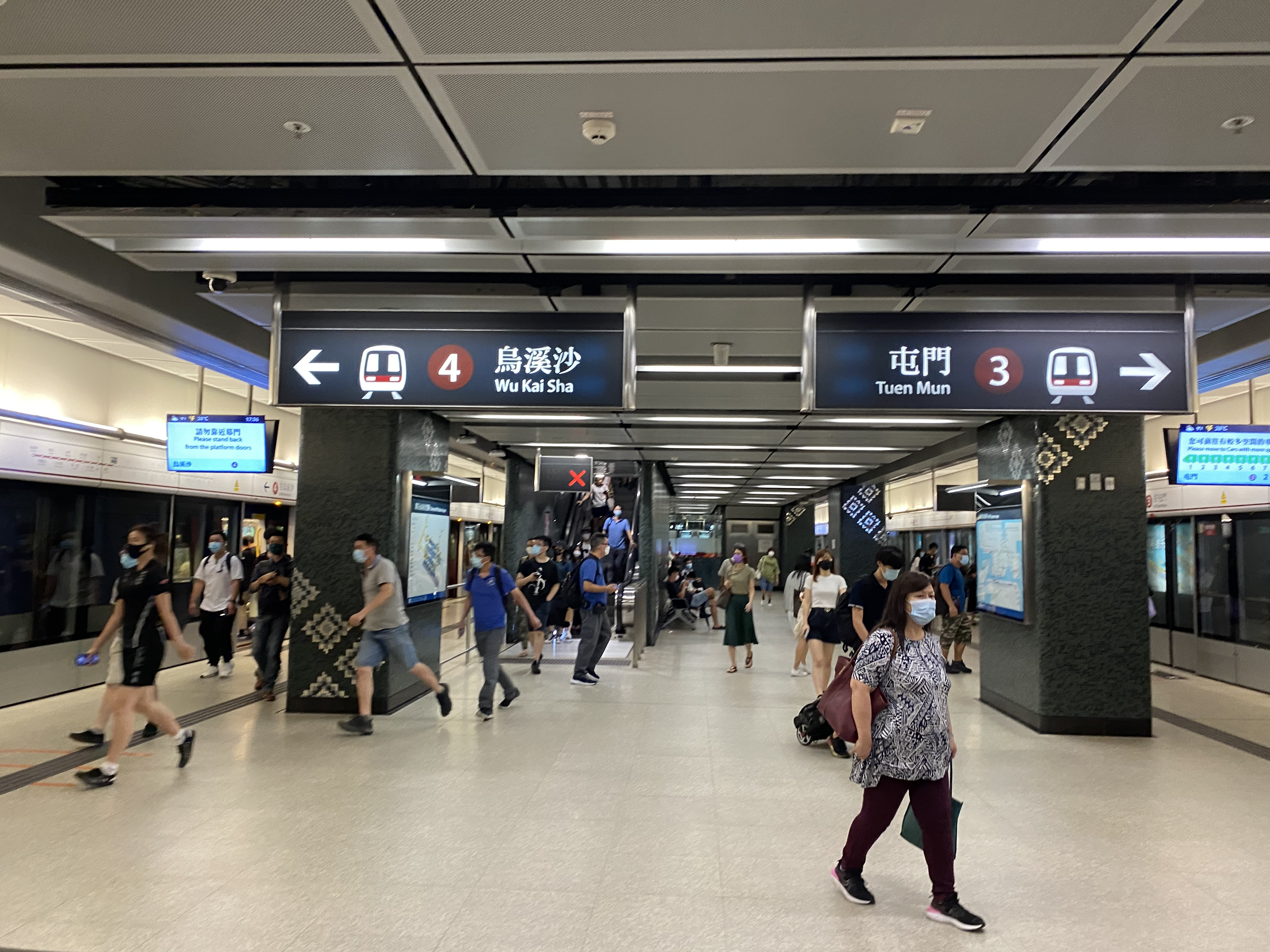